# Pardinho
Pardinho là một đô thị ở bang São Paulo của Brasil. Đô thị này nằm ở vĩ độ 23º04'52" độ vĩ nam và kinh độ 48º22'25" độ vĩ tây, trên khu vực có độ cao 900 m. Dân số năm 2004 ước tính là 5.393 người. 
Đô thị này có diện tích 210,52 km².

## Khoảng cách đến các thành phố lớn
- São Paulo: 150 km
- Botucatu: 30 km
- Avaré: 55 km

## Thông tin nhân khẩu
Dữ liệu dân số theo điều tra dân số năm 2000
Tổng dân số: 4.732
- Dân số thành thị: 2.992
- Dân số nông thôn: 1.740
- Nam giới: 2.455
- Nữ giới: 2.277

Mật độ dân số (người/km²): 22,53
Tỷ lệ tử vong trẻ sơ sinh dưới 1 tuổi (trên một triệu người): 8,35
Tuổi thọ bình quân (tuổi): 75,86
Tỷ lệ sinh (số trẻ trên mỗi bà mẹ): 2,65
Tỷ lệ biết đọc biết viết: 88,46%
Chỉ số phát triển con người (HDI-M): 0,788
- Chỉ số phát triển con người - Thu nhập: 0,690
- Chỉ số phát triển con người - Tuổi thọ: 0,848
- Chỉ số phát triển con người - Giáo dục: 0,825

(Nguồn: IPEADATA)

### Sông ngòi
- Rio Pardo
- Sông de Santo Inácio
- Rio do Peixe

### Các xa lộ
- SP-280 Rodovia Castelo Branco km 180
- SP-209 km 7